# 15547 Xujiping
15547 Xujiping è un asteroide della fascia principale. Scoperto nel 2000, presenta un'orbita caratterizzata da un semiasse maggiore pari a 2,141179 UA e da un'eccentricità di 0,135012, inclinata di 2,845273° rispetto all'eclittica. Ha un diametro di 2,197 km.